# O’Bros
O’Bros ist ein Rap- und Popmusik-Duo, das christliche Inhalte verbreitet, bestehend aus Maximilian (* 20. April 1996) und Alexander (* 12. September 1997) Oberschelp.

## Geschichte
Die Brüder begannen bereits im Kindesalter, Songs zu schreiben und öffentlich aufzutreten. Sie absolvierten eine klassische musikalische Ausbildung und arbeiteten sich als Jugendliche autodidaktisch in die Musikproduktion ein. Ende 2022 schloss Maximilian erfolgreich sein Studium der Zahnmedizin ab. Einige Monate später vollendete Alexander sein Studium in Betriebswirtschaftslehre.
2015 veröffentlichten die O’Bros ihr erstes Studioalbum R.A.P. Ihr zweites Album Exodus finanzierten sie 2017 über Crowdfunding. Die Brüder komponieren und produzieren ihre Songs selber.
Im Jahr 2018 hatten sie insgesamt 50 Auftritte in Deutschland, Österreich und der Schweiz. 2019 gewannen sie den SPH Bandcontest, der mit ca. 2000 teilnehmenden Bands als größter Nachwuchswettbewerb seiner Art im deutschsprachigen Raum gilt.
Ihr Album Kein Hype wurde 2020 veröffentlicht. Es erreichte für eine Woche Platz 92 in der Schweizer Hitparade.
Im Juni 2021 veröffentlichten die O’Bros die Single Real Life über die Lebensgeschichte von Philipp Mickenbecker, im November 2021 erschien die EP Real Life mit fünf Songs.
Im Sommer 2022 veranstalteten sie ihre erste eigene Tournee mit 12 Terminen in Deutschland, Österreich und der Schweiz, die restlos ausverkauft wurde.
Im September 2023 erlangte das Duo mit Going My Way, einem gemeinsamen Song mit dem Grammy-ausgezeichneten US-Rapper Lecrae internationale Aufmerksamkeit. Kurz darauf wurde das vierte Album Underrated veröffentlicht, das Platz zwei der deutschen Albumcharts und Platz eins der deutschen Hip-Hop-Charts erreichte. Ihre wenige Wochen darauf folgende „Underrated-Tour“ wurde ebenfalls ausverkauft.

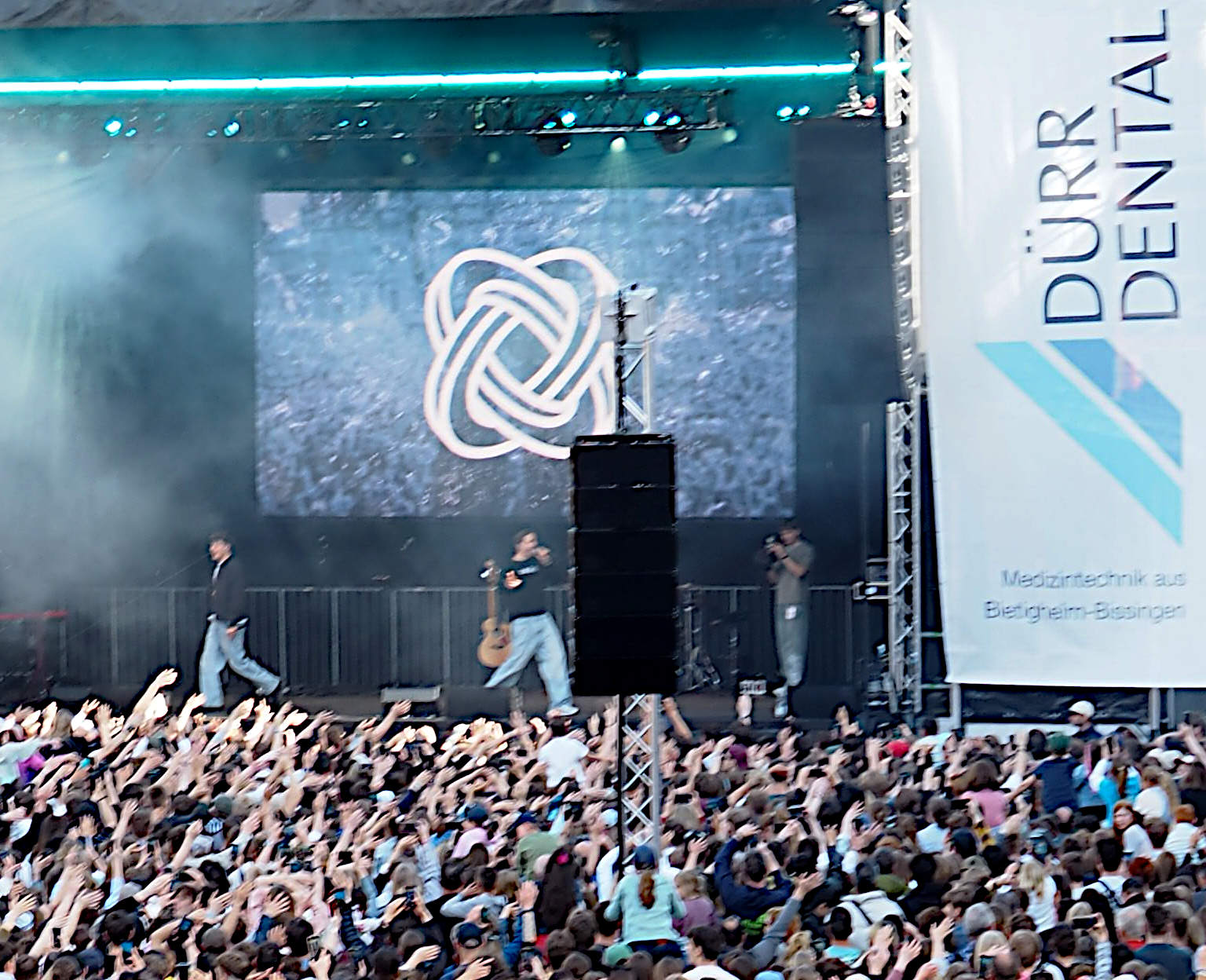
Auftritt auf dem Stuttgarter Marktplatz im April 2025

Mit ihrem Album to be honest. erreichte im März 2025 erstmals ein christliches Album Platz 1 der offiziellen deutschen Charts. Das ausverkaufte Release-Konzert in der Porsche-Arena in Stuttgart folgte kurz darauf. Zwei Tage später veranstalteten sie einen Open-Air-Gottesdienst am Stuttgarter Marktplatz mit tausenden Besuchern.

## Kritik
2024 spielten die O'Bros auf der UNUM24-Konferenz, auf der u. a. auch Bill Johnson, Gründer der Bethel Church, eine Organisation die rechtsgerichtete und christlich-fundamentalistische Positionen vertritt, sprach. Ebenfalls 2024 waren sie beim ARC 2024 anwesend, einer Initiative, die als Zusammentreffen einflussreicher rechtspositionierter Intellektueller dient.

## Diskografie
Studioalben
- 2015: R.A.P. – Radikal Anders Predigen (Eigenproduktion)
- 2017: Exodus (Eigenproduktion)
- 2020: Kein Hype (Eigenproduktion)
- 2023: Underrated (Eigenproduktion)
- 2025: To Be Honest. (Eigenproduktion)

Remixalben
- 2020: Exodus – Club Remixes

EPs
- 2021: Real Life

Singles
- 2018: Danke (mit Johnny Sox)
- 2020: Statement
- 2020: Es tut mir leid
- 2020: Gamechanger
- 2020: Oh Lord (mit Foos und Miron Rafis)
- 2021: Real Life
- 2021: Wo du bist
- 2021: Essential
- 2022: Wunden zu Wunder
- 2022: Bis in den Tod
- 2022: Bis in die Ewigkeit (Comeback)
- 2022: Blessed
- 2022: U-Turn (mit Laruzo)
- 2022: Rückenwind (mit Sierra Kidd)
- 2023: Understatement (Intro)
- 2023: Oh My Soul
- 2023: Amen Bruder
- 2023: Holy
- 2023: Going My Way (feat. Lecrae)
- 2023: 100% (mit Lorenzo Di Martino)
- 2024: Liebesrausch (mit Copain)
- 2024: Vereint als Christi Leib (Live) (mit Alive Worship, Gebetshaus, Veronika Lohmer, Outbreakband & YADA Worship)
- 2024: Whatever It Takes
- 2024: Wir sind nicht verloren
- 2025: Paradise
- 2025: Ich geb mich nicht auf
- 2025: You Are Holy (mit Sam Rivera)
- 2025: Ewigkeit (mit Outbreakband)
- 2025: Meine Seele ruft (mit Ocean)
- 2025: Step by Step (mit Sugar MMFK)
- 2025: Zeichen (mit Jona)